# Театр двадцатого века: Белая гвардия
«Театр двадцатого века: Бе́лая гва́рдия» (англ. Twentieth Century Theatre: The White Guard) — 5 эпизод 1 сезона британского телешоу 1960 года BBC «Пьеса воскресного вечера» (Sunday-Night Play). В основе серии роман «Белая гвардия» Михаила Булгакова. Первая экранизация булгаковского произведения и первое обращение британских масс-медиа к литературному наследию Булгакова. Режиссёр Рудольф Картье (Rudolph Cartier). Среди звёздных актёров: Marius Goring (играл роль Александра Турбина), Sarah Lawson (роль: Елена Турбина-Тальберг), David Cameron (роль: Леонид Юрьевич Шервинский). Музыкой (аранжировкой) и исполнением (на балалайке) заведовал Григорий Черняк (1892—1970).
Роман не публиковался на английском до 1971 года; переводом литературной основы занимался Родни Экленд (Rodney Ackland). Фактически телеспектакль, экранизация театральной постановки, уже знакомой британским театралам. Впервые они могли увидеть булгаковских героев в 1934 году в театре Рэй Родклифф Плейерс Амбассадор (режиссёр Клод Гарни, Claud Gurney); затем и в 1938 году в театра «Феникс» (режиссёр Мишель Сен-Дени, англ. Michel Saint-Denis).
Накануне 1960 года шло активное культурное взаимное узнавание Запада и Востока: в 1959 году возобновился Московский международный кинофестиваль; в 1958 г. в Москве прошёл Международный музыкальный конкурс им. П. И. Чайковского и т. д. Телевизионный эпизод отвечал возросшему интересу публики к России, её истории и культуре.
Режиссёр и продюсер Рудольф Картье сделал неслучайно выбор литературной основы — русского романа «Белая гвардия» об исторических событиях в России периода революции и Гражданской войны. «Режиссёра интересовало, как катаклизмы революции и Гражданской войны могут быть спроецированы на британское общество».
Ремейком театральной картины 1960 года стал телефильм «Белая гвардия» 1982 года, снятый режиссёром Доном Тейлором (Donald Victor Taylor) в рамках ТВ-проекта компании BBC «Пьеса месяца» (BBC Play of the Month).